# Стокгольмский арбитраж
Арбитражный институт Торговой палаты Стокгольма (ТПС), известный как Международный арбитражный суд Стокгольма или Стокгольмский арбитраж (швед. Stockholms Handelskammares Skiljedomsinstitut) — коммерческий арбитражный суд, с 1970-х годов рассматривающий международные споры гражданско-правового характера (при наличии арбитражного соглашения сторон, отсюда обязательность исполнения решения арбитража). Является самостоятельным подразделением Торговой палаты Стокгольма.
Основан в 1917 году.

## Структура и регламент
Структура ТПС включает Секретариат и Правление. Основной функцией Секретариата является повседневная администрация арбитражных дел. В основную задачу Правления входит принятие решений согласно регламентам, принятым в ТПС. Согласно регламентам, дело должно быть рассмотрено в течение шести месяцев, есть также возможность ускорить процесс до трёх месяцев и менее.
В состав Правления входят 12 членов: шесть шведских и шесть иностранных экспертов в области международного арбитража. Правление возглавляет Председатель (Ульф Франке), а в его отсутствие — один из трёх вице-Председателей. Члены Правления избираются на трёхлетний срок и согласно действующему регламенту ТПС могут быть переизбраны один раз.
Россию в правлении представляет профессор Александр Комаров, председатель Международного коммерческого арбитражного суда при ТПП РФ (с 1993 года), заведующий кафедрой частного права Всероссийской Академии внешней торговли.
Секретариат включает три отдела, каждый из которых состоит из одного юриста и одного ассистента. Один из этих трех юристов владеет русским языком (Наталья Петрик). Секретариат возглавляет Генеральный секретарь, которым в до 1 апреля 2010 года являлся Ульф Франке, Президент Международной Федерации институтов коммерческого арбитража и также бывший Генеральный секретарь Международного Совета коммерческого арбитража (англ. International Council for Commercial Arbitration).
1 апреля 2010 года Ульф Франке передал полномочия новому Генеральному секретарю ТПС Аннетт Магнуссон. Аннетт Магнуссон перешла в ТПС из адвокатского бюро Маннхеймер Свартлинг в Стокгольме, в котором она работала в группе судебных и арбитражных процессов. До этого она возглавляла отдел стратегического планирования и мэнэджмента ноу-хау в юридической фирме Бэйкер МакКензи в Стокгольме. С 1998 по 2005 года занимала должность помощника Генерального секретаря и юриста Арбитражного Института Торговой палаты города Стокгольма. В 1998 году Аннетт Магнуссон получила магистерскую степень права в Стокгольмском университете, а в 1991 году — степень бакалавра в университете города Гётеборга.
В 2008 году Арбитражный институт ТПС принял к рассмотрению 176 дел, из которых 85 дел были международными (то есть имели как минимум одну сторону не из Швеции).
В частности, статистика показывает, что 133 сторон были из Швеции, 18 — из России, 11 — из Германии, 9 — с Украины (хотя в эту статистику не были включены офшорные фирмы).

## Известные рассматриваемые дела
В 1990-х годах рассматривались иски швейцарской фирмы Noga к России.
В 1996 году Арбитражный институт ТПС удовлетворил иск, подготовленный Умаром Джабраиловым, о расторжении договора с «Америкомом» на управление СП «Рэдиссон Славянская».
3 января 2009 года РосУкрЭнерго подала два иска против Нафтогаза Украины о взыскании долга в 614 миллионов долларов за поставленный газ и том, чтобы обязать Нафтогаз обеспечить транзит газа по соответствующим контрактам.
16 января 2009 года Газпром подал в Арбитражный институт ТПС иск с требованием обязать «Нафтогаз Украины» обеспечить беспрепятственный транзит российского газа в Европу по территории Украины в соответствии с Контрактом об объёмах и условиях транзита российского природного газа по территории Украины европейским потребителям в 2003—2013 годах от 21.06.2002 года.
24 марта 2011 года Арбитражный институт ТПС запретил британской нефтяной компании BP и российской Роснефти осуществлять обмен акциями и совместно разрабатывать арктический шельф. Иск был подан российским консорциумом Альфа-Акссес-Ренова, которая представляет российских акционеров ТНК-BP и владеет этой компаний на паритетных началах с BP. По мнению консорциума, слияние ВР и «Роснефти» нарушает соглашение акционеров, согласно которому все проекты в России и на Украине партнеры реализуют через ТНК-ВР.